# Alma (Nowy Jork)
Alma – miasto w Stanach Zjednoczonych, w stanie Nowy Jork, w hrabstwie Allegany.